# NXT TakeOver: Philadelphia
NXT TakeOver: Philadelphia foi o 18º evento de transmissão ao vivo de luta profissional NXT TakeOver produzido pela WWE. Foi realizado exclusivamente para lutadores da divisão da marca NXT da promoção. O evento foi ao ar exclusivamente na WWE Network e aconteceu em 27 de janeiro de 2018, no Wells Fargo Center, na Filadélfia, Pensilvânia, como parte do fim de semana Royal Rumble daquele ano.
Cinco partidas foram disputadas no evento. Na luta principal, Andrade "Cien" Almas derrotou Johnny Gargano para reter o Campeonato do NXT. Em outras lutas de destaque, Ember Moon manteve o Campeonato Feminino do NXT contra Shayna Baszler e Aleister Black derrotou Adam Cole em uma luta Extreme Rules. O evento também foi marcado pelo retorno de Tommaso Ciampa. O evento principal recebeu uma classificação de 5 estrelas de Dave Meltzer do Wrestling Observer Newsletter, que foi a primeira partida do NXT a receber esta classificação, a sexta partida geral da WWE e a primeira desde 2011 a receber esta classificação.

## Produção

### Introdução
TakeOver foi uma série de shows de luta profissional que começou em maio de 2014, quando a então liga de desenvolvimento da WWE, NXT, realizou seu segundo evento exclusivo da WWE Network, anunciado como TakeOver. Nos meses seguintes, o apelido "TakeOver" tornou-se a marca usada pela WWE para todos os seus especiais ao vivo do NXT. TakeOver: Philadelphia foi agendado como o 18º evento NXT TakeOver e foi realizado em 27 de janeiro de 2018, como um show de apoio ao pay-per-view Royal Rumble daquele ano. Foi realizado no Wells Fargo Center e recebeu o nome da cidade local, Filadélfia, Pensilvânia.

### Rivalidades
O card era composto por cinco partidas. As lutas resultaram de enredos roteirizados, onde os lutadores retratavam heróis, vilões ou personagens menos distinguíveis que construíam tensão e culminavam em uma luta ou série de lutas. Os resultados foram predeterminados pelos escritores da WWE na marca NXT, enquanto as histórias foram produzidas em seu programa semanal de televisão, NXT.
No episódio de 6 de dezembro do NXT, o Gerente Geral do NXT William Regal anunciou que uma série de lutas que incluía Kassius Ohno vs. Johnny Gargano (este último substituiu Velveteen Dream), Aleister Black vs. Adam Cole, Killian Dain vs. Trent Seven e Roderick Strong vs. Lars Sullivan aconteceram para que os vencedores dessas quatro partidas entrassem em uma luta fatal four-way para determinar o desafiante número um ao Campeonato do NXT. Os vencedores foram Gargano, Black, Dain, e Sullivan, que então lutaram na mencionada luta fatal four-way no episódio de 27 de dezembro do NXT, que Gargano venceu depois que Black se distraiu por The Undisputed Era, garantindo-lhe uma luta com o Campeão do NXT Andrade "Cien" Almas no TakeOver: Philadelphia.
No episódio de 6 de dezembro do NXT, Aleister Black derrotou Adam Cole para ganhar uma vaga na luta fatal-four way para determinar desafiante número um. No episódio de 27 de dezembro, The Undisputed Era custou a Black uma oportunidade do Campeonato do NXT na mencionada partida fatal four-way. No episódio de 10 de janeiro, Black se juntou a Roderick Strong para desafiar Bobby Fish e Kyle O'Reilly pelo Campeonato de Duplas do NXT, mas não teve sucesso depois que Cole interferiu e atraiu Black para a multidão. Após a partida, The Undisputed Era atacou Black. O Gerente Geral do NXT, William Regal, apareceu e anunciou uma luta Extreme Rules entre Black e Cole no TakeOver: Philadelphia.

## Resultados
| Nº                                          | Resultados | Estipulações                                  | Tempo |
| ------------------------------------------- | --- | --------------------------------------------- | ----- |
| 1                                           | The Undisputed Era (Bobby Fish e Kyle O'Reilly) (c) derrotou The Authors of Pain (Akam e Rezar) (com Paul Ellering) | Luta de duplas pelo NXT Tag Team Championship | 14:50 |
| 2                                           | Velveteen Dream derrotou Kassius Ohno                                                                               | Luta individual                               | 10:45 |
| 3                                           | Ember Moon (c) derrotou Shayna Baszler                                                                              | Luta individual pelo NXT Women's Championship | 10:06 |
| 4                                           | Aleister Black derrotou Adam Cole                                                                                   | Luta Extreme Rules                            | 22:02 |
| 5                                           | Andrade "Cien" Almas (c) (com Zelina Vega) derrotou Johnny Gargano                                                  | Luta individual pelo NXT Championship         | 32:34 |
| (c) – Refere-se aos campeões antes da luta. | |                                               |       |